# Jean-Marie Machado
Jean-Marie Machado (* 1961 in Tanger) ist ein französischer Jazzpianist und Komponist.

## Leben und Wirken
Machado ist der Sohn eines portugiesischen Gitarristen und einer italienischen Sängerin; er kam im Alter von zehn Jahren nach Frankreich, wo er mit zwölf Jahren Klavierschüler von Catherine Collard wurde und am Pariser Konservatorium Musiktheorie studierte. Statt eine Karriere als klassischer Pianist einzuschlagen, machte er sich als Autodidakt den Jazz zu eigen. Nach dem Studium wurde er Mitte der 1980er Jahre als Leiter des Trio Machado bekannt, mit dem er mehrere Alben bei Label Bleu veröffentlichte. Später leitete er Gruppen wie Vibracordes (mit Naná Vasconcelos) und das French Piano Trio (mit Martial Solal).
2000 gründete Machado die Gruppe Lyrisme, die die Musiker Riccardo Del Fra, Jacques Mahieux und – im Wechsel – Andy Sheppard, Paolo Fresu und Glenn Ferris vereinigte. 2003 gründete er das Sextett Andaloucia (mit Andy Sheppard, Gary Valente, Claus Stötter, Bart De Nolf und Jacques Mahieux), mit dem er sich der traditionellen spanischen Musik widmete. Außerdem arbeitet er seit 2003 im Duo mit dem amerikanischen Saxophonisten David Liebman. 2008 arrangierte er impressionistische Kompositionen für ein Jazzquartett und das Kammerorchester des Münchner Gärtnerplatztheaters. Mit André Minvielle nahm er ein Tributalbum an Boby Lapointe auf. 2017 arrangierte er Werke von Frédéric Chopin für sein Duo mit dem Akkordeonisten Didier Ithursarry, 2022 Manuel de Fallas L’amour sorcier als Cantos Brujos für sein großformatiges Ensemble Danzas.
Machada gilt als „Wandler zwischen den Genres. Sein musikalischer Leuchtturm strahlt stilistisch in alle Richtungen.“

## Diskographie (Auswahl)
- Father Song mit dem Trio Machado (Louis und François Moutin), 1988
- Kah Pob Wah, Trio Machado, 1989
- Vibracordes mit Naná Vasconcelos und dem Orchestre Philharmonique de Radio France, 1990
- Séquence thmyrique mit dem Trio Machado, 1993
- Blances et Noires, Soloalbum, 1995
- Takiya! Tokaya! mit Jean-Marc Padovani, Jean-François Jenny-Clark, Paul Motian, 1997
- Chants de la Mémoire mit Cécile Girard, Michael Nick, Laurent Dehors, François Thuillier, David Chevalier, Ramón López, Jean-Yves Pénafiel, Valentin Clastrier, Keyvan Chemirani und Jacques Pellen, 1997
- Lyrisme mit Paolo Fresu, Andy Sheppard, Riccardo Del Fra und Jacques Mahieux, 2001
- Mer (Bruits de l’océan Pacifique à Big Sur) mit Enzo Corman, 2001
- Hymne mit dem Ensemble instrumental de l’Ariège und François Thuillier, 2002
- Leve, leve, muito leve mit Andy Sheppard, Riccardo Del Fra, Beñat Achiary, Bernard Têtu, Jacques Mahieux u. a., 2003
- L’oiseau de Vérité mit Jean-Jacques Fdida, 2004
- Tombeau de Jack Kerouac - Le dit de la chute mit Jean-Marc Padovani, 2004
- L'autre Rive der Chœur Universitaire de Valence mit François Thuillier, Pascal Contet, Christian Hamouy, Johan Renard und Christian Bini, 2005
- Andaloucia mit dem Andaloucia-Sextett (Andy Sheppard, Gary Valente, Claus Stötter, Jacques Mahieux, Bart De Nolf), 2005
- Sœurs de Sang mit Jacques Mahieux und Jean-Philippe Viret, 2007
- La fête à Boby, mit André Minvielle, Jean-Charles Richard, Gueorgui Kornazov, Joce Mienniel, François Thuillier, Didier Ithursarry, François Merville, Jean-Marc Quillet, 2012
- Lua, mit Didier Ithursarry, 2017
- Jean-Marie Machado Quartet: Majakka, mit  Jean-Charles Richard, Vincent Ségal, Keyvan Chemirani, 2021[1]
- Jean Marie Machado & Danzas: Cantos Brujos, mit Karine Sérafin, Cécile Grenier, Cécile Grassi, Guillaume Martigné, Jean-Charles Richard, Élodie Pasquier, Stéphane Guillaume, François Thuiller, Didier Ithursarry, Zé Luis Nascimento, 2023[2]